# Cristian Sosa De Luca
Cristian Nicolás Sosa De Luca (Montevideo, Uruguay; 19 de febrero de 1985) es un futbolista uruguayo. Juega de defensa y su equipo actual es el Real Casalnuovo de la Serie D de Italia.

## Trayectoria
Comenzó su carrera en el Defensor Sporting y el Plaza Colonia de su natal Uruguay. En el verano europeo de 2008, fue enviado a préstamo al Taranto de la Serie C1 de Italia.
Luego de jugar 21 encuentros en el Taranto, fue enviado a préstamo al Gallipoli de la Serie B, sin embargo debido a una crisis económica el club fue relegado a la Serie C.
En septiembre de 2010, Sosa fue transferido al ASA 2013 Târgu Mureș de la Liga I de Rumania.
Regresó a Italia en 2011, y fichó por el Taranto.
A mediados del 2012, luego de la bancarrota del Taranto, Sosa fichó por el Cittadella de la Serie B.
En enero de 2014 firmó por el Venezia donde solo estuvo media temporada, ese mismo año fichó por el Alessandria, club donde fue nombrado capitán en la temporada 2016-17.
El 16 de julio de 2019, Sosa fichó por un año por el Sicula Leonzio, entonces en la Serie C.
EL 6 de noviembre de 2020 fichó por el AS Livorno de la Serie D.

## Estadísticas
Actualizado al último partido disputado el 27 de octubre de 2019.
| Plaza Colonia · Uruguay                                                     | 2.ª           | 2006-07       | 43  | 0  | -  | - | - | - | - | - | 43  | 0  |
| Plaza Colonia · Uruguay                                                     | Total club    | Total club    | 43  | 0  | 0  | 0 | 0 | 0 | 0 | 0 | 43  | 0  |
| Defensor Sporting · Uruguay                                                 | 1.ª           | 2008          | 6   | 0  | -  | - | - | - | - | - | 6   | 0  |
| Defensor Sporting · Uruguay                                                 | Total club    | Total club    | 6   | 0  | 0  | 0 | 0 | 0 | 0 | 0 | 6   | 0  |
| Taranto · Italia                                                            | 3.ª           | 2008-09       | 21  | 1  | -  | - | - | - | - | - | 21  | 1  |
| Taranto · Italia                                                            | 3.ª           | 2010-11       | 9   | 0  | -  | - | - | - | - | - | 9   | 0  |
| Taranto · Italia                                                            | 3.ª           | 2011-12       | 29  | 0  | -  | - | - | - | - | - | 29  | 0  |
| Taranto · Italia                                                            | Total club    | Total club    | 59  | 1  | 0  | 0 | 0 | 0 | 0 | 0 | 59  | 1  |
| Gallipoli · Italia                                                          | 2.ª           | 2009-10       | 34  | 3  | -  | - | - | - | - | - | 34  | 3  |
| Gallipoli · Italia                                                          | Total club    | Total club    | 34  | 3  | 0  | 0 | 0 | 0 | 0 | 0 | 34  | 3  |
| Târgu Mureș · Rumania                                                       | 1.ª           | 2010-11       | 4   | 1  | 1  | 0 | - | - | - | - | 5   | 1  |
| Târgu Mureș · Rumania                                                       | Total club    | Total club    | 4   | 1  | 1  | 0 | 0 | 0 | 0 | 0 | 5   | 1  |
| Cittadella · Italia                                                         | 2.ª           | 2012-13       | 36  | 2  | 2  | 0 | - | - | - | - | 38  | 2  |
| Cittadella · Italia                                                         | 2.ª           | 2013-14       | 12  | 0  | 1  | 0 | - | - | - | - | 13  | 0  |
| Cittadella · Italia                                                         | Total club    | Total club    | 48  | 2  | 3  | 0 | 0 | 0 | 0 | 0 | 51  | 2  |
| Venezia · Italia                                                            | 3.ª           | 2014-15       | 14  | 1  | -  | - | - | - | - | - | 14  | 1  |
| Venezia · Italia                                                            | Total club    | Total club    | 14  | 1  | 0  | 0 | 0 | 0 | 0 | 0 | 14  | 1  |
| Alessandria · Italia                                                        | 3.ª           | 2014-15       | 35  | 0  | 2  | 0 | - | - | - | - | 37  | 0  |
| Alessandria · Italia                                                        | 3.ª           | 2015-16       | 31  | 3  | 6  | 0 | - | - | - | - | 37  | 3  |
| Alessandria · Italia                                                        | 3.ª           | 2016-17       | 30  | 0  | 2  | 0 | 0 | 0 | 4 | 0 | 36  | 0  |
| Alessandria · Italia                                                        | Total club    | Total club    | 96  | 3  | 10 | 0 | 0 | 0 | 4 | 0 | 110 | 3  |
| Modena · Italia                                                             | 3.ª           | 2017-18       | 5   | 0  | -  | - | - | - | - | - | 5   | 0  |
| Modena · Italia                                                             | Total club    | Total club    | 5   | 0  | 0  | 0 | 0 | 0 | 0 | 0 | 5   | 0  |
| Fano · Italia                                                               | 3.ª           | 2017-18       | 21  | 1  | -  | - | - | - | - | - | 21  | 1  |
| Fano · Italia                                                               | 3.ª           | 2018-19       | 36  | 0  | -  | - | - | - | - | - | 36  | 0  |
| Fano · Italia                                                               | Total club    | Total club    | 57  | 1  | 0  | 0 | 0 | 0 | 0 | 0 | 57  | 1  |
| Sicula Leonzio · Italia                                                     | 3.ª           | 2019-20       | 12  | 0  | -  | - | - | - | - | - | 12  | 0  |
| Sicula Leonzio · Italia                                                     | Total club    | Total club    | 12  | 0  | 0  | 0 | 0 | 0 | 0 | 0 | 12  | 0  |
| Total carrera                                                               | Total carrera | Total carrera | 378 | 12 | 14 | 0 | 0 | 0 | 4 | 0 | 396 | 12 |
| (1) Incluye datos de la Copa Italia (2) Incluye datos de Ascenso a Serie B. |               |               |     |    |    |   |   |   |   |   |     |    |